# Římskokatolická farnost Litovel
Římskokatolická farnost Litovel je územní společenství římských katolíků s farním kostelem sv. Marka v šternberském děkanátu olomoucké arcidiecéze.

## Území farnosti a kostely na něm
Do farnosti náleží území těchto obcí:
- Litovel (bez místních částí Chudobín, Nasobůrky, Nová Ves, Víska, které tvoří farnost Chudobín)
  - farní kostel sv. Marka
  - kostel sv. Jakuba a Filipa
  - kaple sv. Jiří
- Rozvadovice
  - kostel Nejsvětější Trojice
- Červenka
  - kostel sv. Alfonse
  - kaple sv. Pavlíny
- Chořelice
  - kaple sv. Floriána
- Tři Dvory
  - kaple sv. Floriána

## Duchovní správci
Farářem je od července 2016 R. D. Mgr. Miroslav Bambuch.

## Bohoslužby
| Kostel        | Místo   | Bohoslužba (den)            | Hodina | Poznámka     |
| ------------- | ------- | --------------------------- | --- | ------------ |
| svatého Marka | Litovel | neděle pondělí středa pátek | 9.30, 17.00 (SEČ)/18.00 (SELČ) 17.00 (SEČ)/18.00 (SELČ) 17.00 (SEČ)/18.00 (letní čas) 17.00 (SEČ)/18.00 (SELČ) | farní kostel |

## Aktivity ve farnosti
V srpnu 2017 byl do věže filiálního kostela svatého Alfonse v Července umístěn nový zvon pojmenovaný po sv. Františku Saleském. Šlo o dar jednoho farníka, jeho pořízením se připomnělo mj. 730 let obce.
Ve farnosti se koná tříkrálová sbírka. V roce 2018 činil její výtěžek v celé Litovli 89 912 korun.